# MiR-134

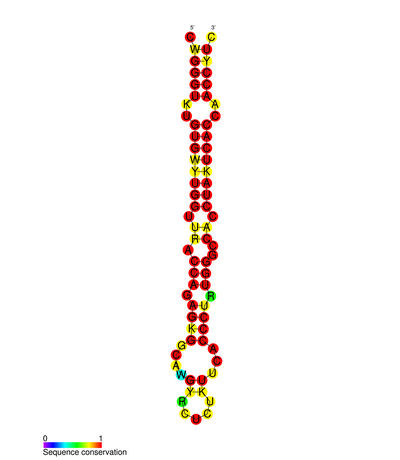
Вторинна структура miR-134.

miR-134 (мікроРНК-134) — родина попередників мікроРНК, які беруть участь у посттранскрипційній регуляції експресії генів, впливаючи як на стабільність, так і на трансляцію мРНК. Цікаво, що miR-134 знаходиться в межах найбільшого кластеру мікроРНК характерного для ссавців - кластеру miR-379 ~ 410, який у людини локалізується на довгому плечі 14 хромосоми. Транскрипція мікроРНК, як правило, починається з утворення фрагменту довжиною ~ 70 нуклеотидів, який згодом в цитоплазмі розрізається рибонуклеазою Дайсер (Dicer) з отриманням ~ 22 нуклеотидної зрілої мікроРНК. Вирізаним регіоном або ж, зрілим продуктом, miR-134 попередника є мікроРНК mir-134. 
miR-134 є специфічною для мозку мікроРНК. Так, у щурів вона локалізована в нейронах гіпокампа і може опосередковано регулювати розвиток дендритного дерева та утворення синапсів шляхом взаємодії з LIMK1 мРНК. Також було визначено, що miR-134 грає важливу роль при патогенезі карциноми людини і бере участь у проліферації пухлинних клітин, апоптозі, вторгненні та метастазуванні, стійкості пухлинних клітин до лікарських засобів.

## Функції
Під час ембріонального розвитку miR-134 регулює проліферацію нервових стовбурових клітин та міграцію нейронів, пригнічуючи експресію CHRDL1 та DCX. miR-134 відіграє важливу роль у диференціації ембріональних стовбурових клітин до клітин центральної нервової системи шляхом пригнічення NANOG.

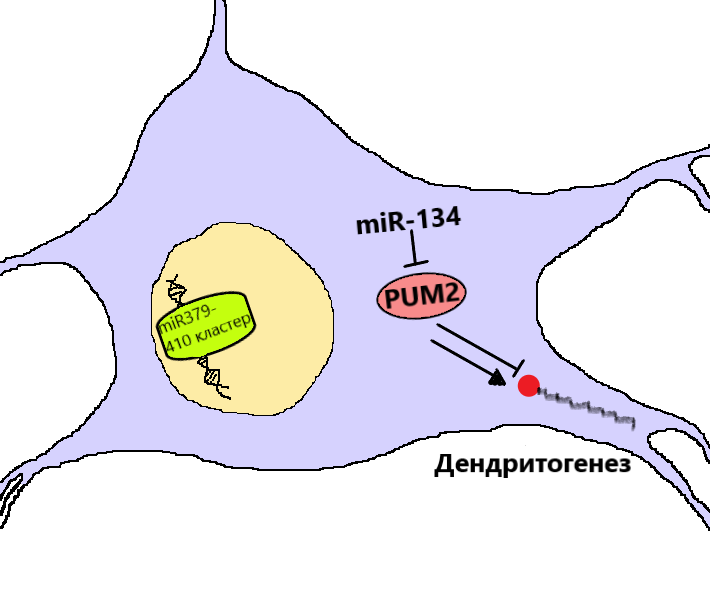
miR-134 впливає на дендритогенез за рахунок взаємодії з PUM2. Підвищена експресія miR-134 блокує трансляцію PUM2. Знижена експресія PUM2, у свою чергу, сприяє синтезу факторів, що стимулюють ріст дендритів (та/або перешкоджає синтезу інгібуючих факторів).

Надмірна експресія miR-134 у клітинах A549 та Calu-3 (клітини раку легень) може сприяти їх проліферації та інгібувати клітинний апоптоз та міграційні характеристики in vitro.
Було показано, що miR-134 регулює морфогенез дендритних шипиків шляхом впливу на LIMK1 та ріст дендритів за участі посттранскрипційного репресору - PUM2. Мутації в LIMK1 пов’язані із синдромом розумової відсталості у людини, а для мишей з дефіцитом PUM2 характерні відхилення у поведінкових реакціях. Також було продемонстровано, що miR-134 грає вирішальну роль в процесах формування пам'яті в гіпокампі та посилення синаптичної пластичності під дією 2,3,5,4'-тетрагідрокси-стильбен-2-O-β-D-глюкозиду у мишей. Доведено роль miR-134 у довготривалій потенціації (LTP) через регуляцію сиртуїну 1 (SIRT1) та в епілептогенезі.

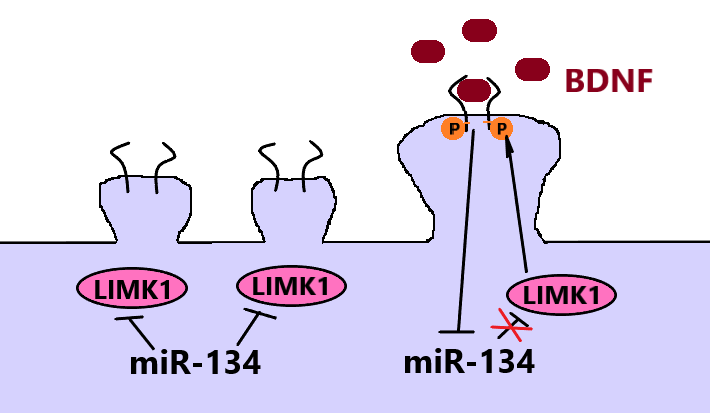
Вплив BDNF пригнічує репресивний вплив miR-134 на трансляцію мРНК LIMK1, що призводить до збільшення кількості шипиків.

У електронномікроскопічних дослідженнях in situ було продемонстровано, що miR-134, в основному, локалізується біля основи шипиків на дендритах та на шийках шипиків. Чисельність miR-134 варіює в залежності від морфологічних та функціональних характеристик шипиків і кількість негативно корелює з постульованими стадіями дозрівання шипиків. У молодих нейронах, їх функціональна активність підвищує рівень miR-134, аби сприяти інгібуванню трансляції PUM2, забезпечуючи ріст дендритів. У більш зрілих нейрональних культурах вивільнення нейротропного фактора мозку (BDNF) місцево пригнічує опосередковане miR-134 інгібування трансляції LIMK1. Можна припустити, що ці різні ефекти можуть не лише відображати різні функції miR-134 на різних стадіях розвитку, але також представляти механізм нейронального гомеостазу у відповідь на збільшення або зниження активності нейронів.
Вважається, що підвищений глобальний рівень miR-134 у відповідь на активність нейронів може грати роль у процесі синаптичного масшабування (механізм, який зменшує середню амплітуду постсинаптичних відповідей, щоб утримувати загальну збудливість нейронів у фізіологічному діапазоні) шляхом обмеження формування шипиків. Окрім того, синаптична активність призводить до секреції BDNF, який може локально блокувати активність miR-134. Ці дві форми регуляції miR-134, що залежать від нейрональної активності, роблять можливою потенціацію окремих активних синапсів у нейроні без шкоди для нейронального гомеостазу.

## Роль у патогенезі захворювань
miR-134 залучена до патогенезу багатьох захворювань, включаючи рак, епілепсію та ішемію. 

### miR-134 та рак
Роль miR-134 при патогенезі раку є двоякою, оскільки вона не тільки функціонує як репресор пухлин, але також може діяти як промотор раку. miR-134 вважається супресором раку, оскільки пригнічує проліферацію ракових клітин та сприяє їх апоптозу, а також допомагає виживанню пацієнтів. Однак, miR-134 може грати негативну роль при ракових захворюваннях, спричиняючи пухлиногенез, ріст ракових клітин та посилення метастазування.
Liu та колеги виявили, що рівень miR-134 помітно знижується в клітинах карциноми нирки, і відновлення експресії даної мікроРНК стримує проліферацію ракових клітин, впливаючи на фази клітинного циклу G0 / G1. Надмірна експресія miR-134 також може перешкоджати формуванню метастаз в клітинах пухлини ендометрію. Окрім того, miR-134 може також впливати на резистентність до ліків за рахунок взаємодії з ABCC1 у клітинах раку молочної залози; також вона бере участь у формуванні резистентності до лікарських засобів в клітинах карциноми яєчників, що дає підстави припустити, що механізми через які miR-134 залучена до патогенезу раку для різних видів карцином можуть бути різноманітними. Вплив miR-134 націлений на декілька генів у пухлинах, таких як KRAS, STAT5B, Nanog, FOXM1, EGFR тощо (Таблиця 1). 
| miR-134 ↓                     | Таргетний ген            | miR-134 ↑                     | Таргетний ген |
| ----------------------------- | ------------------------ | ----------------------------- | ------------- |
| Рак легень                    | ген DPYD                 | Недрібноклітинний рак легенів | ген YKT6      |
| Недрібноклітинний рак легенів | гени CCND1, FOXM1, EGFR  | Рак голови та шиї             | ген WWOX      |
| Гліома                        | ген KRAS                 |                               |               |
| Гліобластома                  | гени KRAS, STAT5B, NANOG |                               |               |
| Рак молочної залози           | гени C/EBPα, HER2        |                               |               |
| Рак нирки                     | ген KRAS                 |                               |               |
| Колоректальний рак            | гени EGFR, PIK3CA        |                               |               |
| Рак печінки                   | гени KRAS, ITGB1         |                               |               |
| Рак ендометрію                | ген POGLUT1              |                               |               |

Було встановлено, що miR-134 сприяє апоптозу клітин недрібноклітинного раку легенів, підвищуючи вихід каспази-3 і каспази-7 та зменшуючи експресію білка Bcl2. У дослідженнях in vitro було показано роль miR-134 в апоптозі клітин шляхом інгібування клітинного циклу, тоді як рівень розщепленого PARP, який є ознакою апоптозу клітин, був підвищений у експериментах in vivo. STAT5B і KRAS у дослідженнях були ідентифіковані як відповідні гени-мішені miR-134, оскільки дана мікроРНК пригнічувала експресію STAT5B і KRAS у клітинах гліобластоми. Подібне явище спостерігалося і в іншому дослідженні гліобластоми, яке також підтвердило за допомогою проточної цитометрії, що miR-134 посилює апоптоз клітин. Однак, у випадку дрібноклітинного раку легенів miR-134 зменшує апоптоз пухлинних клітин, і після лікування за допомогою анти-miR-134 спостерігався зворотний результат.
Щодо процесу метастазування, то і в цьому процесі miR-134 має вагому роль при патогенезі ракових захворювань. Так, для різних клітинних ліній недрібноклітинного раку легень висока експресія miR-134 погіршувала вторгнення ракових клітин, що може бути обумовлено її впливом на епітеліально-мезенхімальний перехід. У гліомі, після зараження клітинної лінії U251 miR-134, вторгнення клітин помітно зменшувалося завдяки взаємодії KRAS та miR-134.  В іншому дослідженні надмірна експресія miR-134 суттєво пригнічувала інвазію клітин гліобластоми U87 і метастазування шляхом взаємодії miR-134 з мРНК NANOG.
YKT6, білок SNARE, корелює з розвитком клітин раку молочної залози, його рівень підвищений у хворих на рак молочної залози з мутацією p53. Було виявлено, що YKT6 є ключовою молекулою в регуляції вивільнення екзосом у клітинах раку легенів і, що регулюється за участі miR-134 та miR-135b.

### miR-134 та епілепсія
Підвищена експресія miR-134 спостерігалася у декількох експериментальних моделях епілепсії та у виділеній скроневій частці мозку у хворих на епілепсію. Також було продемонстровано, що зменшення експресії мікроРНК-134 у мозку гризунів за допомогою антисмислових олігонуклеотидів може збільшити пороги судом і послабити епілептичний статус. Тобто, пригнічення мікроРНК-134 після епілептичного снападу може сильно знизити частоту спонтанних повторних нападів. Окрім того, також повідомлялося про зміну рівня miR-134 у плазмі крові у пацієнтів з епілепсією, що дозволяє припустити, що мікроРНК-134 може мати діагностичне значення як біомаркер захворювання.
У дослідженні Jimenez-Mateos разом з колегами показали, що пригнічення експресії miR-134 in vivo з використанням антагомірів (анти-мікроРНК) зменшує щільність дендритних шипиків у пірамідному шарі зони СА3 гіпокампа на 21%, що зробило мишей несприйнятливими до нападів та травм гіпокампа, спричинених епілептичним статусом. Зменшення рівня miR-134 після епілептичного статусу у мишей зменшило виникнення спонтанних нападів більш ніж на 90% і пом'якшило супутні патології після епілепсії скроневої частки. Таким чином, замовчування генів miR-134 надає тривалу супресивну та нейропротекторні дію у випадку епілепсії.

### miR-134 та ішемія
МікроРНК-134 є специфічною для мозку мікроРНК і по-різному експресується в тканинах мозку, що зазнали ішемічної травми. Однак, основний механізм miR-134 у регуляції ішемічної травми головного мозку залишається недостатньо вивченим. У дослідженні з використанням моделі киснево-глюкозної депривації (ГКД) нейронів гіпокампа in vitro, було виявлено, що надмірна експресія miR-134, опосередкована зараженням рекомбінантним аденоасоційованим вірусом (AAV), суттєво сприяє загибелі нейронів, спричиненій ГКД / реоксигенацією, тоді як інгібування miR-134 забезпечувало захисні ефекти проти загибелі клітин, індукованої ГКД / реоксигенацією. Більше того, експресія CREB - білок, що зв’язує циклічний АМФ (cAMP), який є передбачуваною мішенню miR-134, є зниженою чи підвищеною за рахунок надмірної експресії або інгібування miR-134, відповідно. Пряма взаємодія між miR-134 та 3′-нетрансльованою областю (UTR) мРНК CREB була підтверджена подвійним аналізом репортера люциферази. Надмірна експресія miR-134 також пригнічувала експресію нейротропного фактора мозку (BDNF) та регулятора апоптозу Bcl-2, тоді як інгібування miR-134 збільшувало експресію BDNF та Bcl-2 у нейронах після ГКД / реоксигенації. Цікаво, що нокдаун CREB за допомогою CREB міРНК скасував захисний ефект анти-miR-134 щодо клітин, уражених внаслідок індукованої ГКД / реоксигенацією. Тобто припускається, що зниження експресії miR-134 пом'якшує наслідки ішемічного ушкодження за рахунок посилення експресії CREB та BDNF, що може бути потенційною терапевтичною мішенню при ішемічному ушкоджені мозку.

## Бази данних про miR-134
| Назва бази данних | Ідентифікатор мікроРНК                                     |
| ----------------- | ---------------------------------------------------------- |
| Rfam              | RF00699                                                    |
| miRBase           | MI0000474 [Архівовано 26 вересня 2020 у Wayback Machine.]  |
| miRBase family    | MIPF0000112 [Архівовано 4 березня 2016 у Wayback Machine.] |
| NCBI Gene         | 406924 [Архівовано 16 червня 2020 у Wayback Machine.]      |
| HGNC              | 31519 [Архівовано 2 грудня 2019 у Wayback Machine.]        |